# Ludioschema vittiger
Ludioschema vittiger là một loài bọ cánh cứng trong họ Elateridae. Loài này được Heyden miêu tả khoa học năm 1887.